# 恩納村
恩納村（日语：／ Onna son */?，琉球語：／ ）位於琉球列島沖繩群島沖繩島中部地區西側，是日本有名的度假區，國道58號沿著海岸有許多大型度假勝地排列。2000年時，前美國總統比尔·克林顿、俄羅斯總統弗拉基米尔·普京等世界領袖都曾前來此區。

## 地理
西北面向東海，境內有許多河川，在出海口部分常有紅樹林，並有村落形成，也因為水資源豐富，過去栽種有稻作和燈心草。
恩納岳是境內最顯著的山，以前分布有保存良好的常綠闊葉林，不過現在因為成為美軍軍事實彈演習場，大多以芒草為主，以金屬鐵絲網隔絕成為禁止進入的區域。

### 轄區
| - 安富祖 - 恩納 - 喜瀨武原 - 瀨良垣 | - 谷茶 - 仲泊 - 名嘉真 - 富著 | - 前兼久 - 真榮田 - 山田 |

## 歷史
- 1673年：將金武間切（現金武町）和讀谷山間切（現讀谷村）各分割一塊區域，設立恩納間切。
- 1896年4月1日：實施郡區制，為國頭郡轄下恩納間切。
- 1908年4月1日：實施島嶼町村制，恩納間切改設為恩納村。
- 1975年：由於沖繩國際海洋博覽會的舉行，開設通往會場的道路經過恩納村，此後逐漸發展為度假勝地。

## 觀光景點
- 萬座毛
- 山田溫泉
- （在海底鐘乳洞）

## 交通

### 道路
| 國道 - 國道58號 主要地方道 - 沖繩縣道73號石川仲泊線 - 沖繩縣道88號屋嘉恩納線 | 一般縣道 - 沖繩縣道6號線 - 沖繩縣道104號線 |

## 教育

### 大學
- 冲繩科學技術大學院大學

### 小中學校
| - 恩納村立安富祖小中學校 - 恩納村立喜瀨武原小中學校 - 恩納村立恩納小中學校 - 恩納村立うんな中學校 | - 恩納村立仲泊小中學校 - 恩納村立山田小中學校 |

## 姊妹市・友好都市

### 日本
- 美波町（德島縣海部郡）

## 本地出身之名人
- 恩納鍋（琉球王國時代的琉歌歌人）
- 山田優（女演員）

## 外部連結
- （日語） 官方网站